# Peliosanthes curnberlegii
Peliosanthes curnberlegii är en sparrisväxtart som beskrevs av Kai Larsen. Peliosanthes curnberlegii ingår i släktet Peliosanthes och familjen sparrisväxter.
Artens utbredningsområde är Thailand. Inga underarter finns listade i Catalogue of Life.